# Bătălia de la Canton (1857)
Bătălia de la Canton (28 decembrie 1857 - 1 ianuarie 1858) a fost o bătălie din timpul celui de-al Doilea Război al Opiului. Franța și Anglia au atacat orașul chinez Canton. Orașul a căzut la 1 ianuarie 1858 și europenii au preluat controlul.